# Dinkelpark
Het Dinkelpark is een parkje in de Rivierenbuurt in Nederlandse stad Groningen. Het is ook de naam van een appartementencomplex en een torenflat die daaraan zijn gebouwd.

## Het gebouw
Het gebouw is ontworpen door De Zwarte Hond in opdracht van woningcorporatie Nijestee en bestaat uit twee delen: het lage slingerende deel met de naam De Slinger en de torenflat met de naam De Toren.
Het complex staat aan de Vechtstraat (nr. 86 t/m 358), tussen de Zuiderbegraafplaats en winkelcentrum en woontoren Rivierenstede. Het gebouw is gebouwd op de plaats van de oude busremise van de stad Groningen.
- De Toren: dit is het hogere gedeelte van het complex, dat zeventien woonlagen telt. In de toren zijn 51 koopappartementen (122-161 m²) te vinden, drie per verdieping. De onderste verdieping, die tevens toegang biedt tot de twee liften, wordt gebruikt als bergruimte.
- De Slinger: dit is het lagere slingerende gedeelte van het complex. Het heeft vijf woonlagen. In dit gedeelte zijn 25[2] huur- en 58 koopappartementen te vinden. De appartementen op de eerste vier verdiepingen zijn kleiner (80-107 m²) en alle voorzien van een balkon of dakterras. Op de bovenste verdieping bevinden zich penthouses (122-161 m²), die ook alle een balkon of dakterras bezitten. De onderste verdieping wordt hier net als in de toren gebruikt als bergruimte. De 25 vrije sector huurappartementen worden verhuurd door Nijestee.[2]

## Het parkje
Het parkje was tot de sloop van de busremise een plantsoen, waarin vanaf 1954 ook een kinderspeeltuin was gevestigd van de in 1945 opgerichte speeltuinvereniging Parkbuurt. Er staan enkele monumentale bomen. Onderdeel van het parkje is de Dinkelvijver. Na de bouw van het appartementencomplex werd het gebied heringericht. Deze renovatie is in 2017 voltooid.

Het Dinkelpark bij avond in 2014